# People Are People
People Are People is een single van de Britse band Depeche Mode. Het is de eerste single van hun vierde studioalbum Some Great Reward uit 1984. Op 12 maart dat jaar werd het nummer wereldwijd op single uitgebracht.

## Achtergrond
De plaat werd een wereldwijde hit met in Duitsland zelfs een nummer 1-notering. In thuisland het Verenigd Koninkrijk werd de 4e positie in de UK Singles Chart behaald, in de Verenigde Staten werd de 13e positie van de Billboard Hot 100 bereikt, in Canada de 15e, Australië de 25e, Zuid-Afrika de 23e, Zweden de 15e.
In Nederland werd de plaat veel gedraaid op Hilversum 3 en werd een radiohit in de destijds drie landelijke hitlijsten op de nationale publieke popzender. De plaat bereikte de 10e positie in de Nederlandse Top 40, de 8e positie in de Nationale Hitparade en de 11e positie in de TROS Top 50. In de Europese hitlijst op Hilversum 3, de TROS Europarade, werd de 3e positie behaald.
In België bereikte de plaat de 3e positie
in zowel de voorloper van de Vlaamse Ultratop 50 als de Vlaamse Radio 2 Top 30. In Wallonië werd géén notering behaald.
In de sinds december 1999 jaarlijks uitgezonden NPO Radio 2 Top 2000 van de Nederlandse publieke radiozender NPO Radio 2 stond de plaat genoteerd van 1999 t/m 2006, in 2008 en 2009 en in 2012 en 2013, met als hoogste notering een 716e positie in 1999.

## NPO Radio 2 Top 2000
| Nummer met noteringen in de NPO Radio 2 Top 2000 | '99 | '00  | '01  | '02 | '03  | '04  | '05  | '06  | '07 | '08  | '09  | '10-'11 | '12  | '13  |
| ------------------------------------------------ | --- | ---- | ---- | --- | ---- | ---- | ---- | ---- | --- | ---- | ---- | ------- | ---- | ---- |
| People Are People                                | 716 | 1144 | 1305 | 864 | 1148 | 1084 | 1766 | 1720 | -   | 1752 | 1908 | -       | 1759 | 1884 |

1. ↑  Een '-' betekent dat het nummer niet was genoteerd en een vetgedrukt getal geeft de hoogste notering aan.
2. ↑  Deze tabel is bijgewerkt tot en met de laatste editie (2024).